# Prisión de Côn Đảo

Vista del interior de la prisión.

La colonia penal de Poulo Condor, estuvo localizada en la isla de Poulo Condor en la indochina francesa, (hoy llamada isla de Côn Son) y parte del archipiélago de Côn Đảo, que se sitúa a unos 230 km al sudsudeste de la ciudad Ho Chi Minh en el mar del sur de la China.  
Su nombre francés se deriva del idioma malayo Pu Lao Kundur que significa calabacín. El sitio de mayor notoriedad en la isla son las llamadas jaulas de tigre y la de los llamados "baños de sol" que consisten en recintos cubiertos de una extensión total de 5745 m² que consisten en 120 celdas de una superficie cada una de 1408 m²; "baños de sol" que cubren unos 1874 m². La prisión fue cerrada luego de la reunificación de Vietnam y en los años 90 se abrió nuevamente como un monumento a la memoria de los nacionalistas que aquí murieron, de los que se cree fueron al menos 20.000.  En las proximidades de la prisión se encuentra el Cementerio de Hàng Dương en donde se enterraba a los prisioneros.
La colonia penal de Poulo Condor fue un lugar de destierro, utilizado originalmente por el Reino Annamita, desde épocas anteriores a la colonización francesa. Los franceses lo utilizaron como colonia penal desde 1862, a partir del tratado de Saigón, y continuó siendo usado por los gobiernos sucesivos hasta el año de 1975. Este sitio es tristemente célebre porque en él se utilizaron jaulas de tigre para torturar a prisioneros políticos, muchos de los cuales quedaron inválidos a causa de las torturas y de largos meses bajo la inmovilización forzada de sus cuerpos.
Muchos de los opositores al régimen colonial francés fueron encarcelados aquí entre ellos los patriotas miembros del Viet Minh, Pham Van Dong, Le Duc Tho y la esposa de Vo Nguyen Giáp quien ha inculpado a la administración colonial de la muerte de su primera esposa, hecho que ocurrió en 1941 y también de la muerte de su cuñada quien fue guillotinada por la administración colonial francesa tras ser encontrada culpable de nacionalismo.
Al igual que muchos de los patriotas vietnamitas, Pham Van Dong estuvo recluido en las prisiones de la administración colonial, en su caso por siete años, entre 1929 y 1936; tras la llegada del Frente Popular al gobierno de Francia, es liberado y reiniciará sus actividades revolucionarias. Son estas prisiones y las colonias penales que transformarán a los militantes nacionalistas en comunistas. Bajo el régimen colonial francés, los condenados a trabajos forzados, sirvieron como mano de obra esclava conocidos como "annamitas"" fueron enviados a muchas otras colonias francesas, como fue en Nueva Caledonia. En la película Indochina se menciona esta situación, así como en la novela Una represa contra el Pacífico de Marguerite Duras. El uso de esta mano de obra esclava  « annamites» constituyó una parte del « Proceso de la colonización francesa», según publicado por el proscrito Nguyễn Ái Quốc (el futuro presidente Hồ Chí Minh) en el periódico Le Paria en 1925.
Esta colonia penal estuvo activa durante la Guerra de Indochina. En 1955, fue reestructurado como un "centro de re-educación" por la República de Viêt Nam (1955-1975) para encarcelar a los simpatizantes del Frente nacional de la liberación de Vietnam (Viet Cong), durante la Guerra de Vietnam.

## Guerra de Vietnam
Durante la guerra de Vietnam, antiguos prisioneros de esta cárcel denunciaron abusos y torturas que tuvieron lugar en la prisión. En julio de 1970, dos representantes del congreso americano Augustus Hawkins y William Anderson visitaron la prisión; esto fue dentro de un marco de negociaciones con la República popular de Vietnam para tener acceso a visitar a prisioneros americanos de Vietnam del Norte; fueron acompañados por Tom Harkin, quien oficiaba como traductor y por el director de programa de la USAID. Por informaciones clandestinas, ellos pudieron verificar que los prisioneros eran sujetos a torturas y a una dieta no adecuada y también al uso de cadenas y mancuernas en los pies. Tom Harkin fotografió a estas personas y estas fotografías serían luego publicadas por la revista Life en la edición del 17 de julio de 1970.

## Bibliográfica
- Arroz negro, una novela de Anna Moï dedicada a las dos muchachas que fueron prisioneras en Poulo Condoro.
- Revista Life edición de 17 de julio de 1970.
- Portal:Vietnam. Contenido relacionado con prisión.

- Datos: Q2879088
- Multimedia: Côn Đảo Prison / Q2879088